# La secchia rapita (Salieri)
La secchia rapita (título original en italiano; en traducción literal al español, El cubo raptado) es un dramma heroicomico en tres actos con música de Antonio Salieri y libreto de Gastone Boccherini, basado a su vez en el poema de Alessandro Tassoni. Se estrenó el 21 de octubre de 1772 en el Burgtheater de Viena. 
Inusualmente la instrumentación de esta obra se muestra muy vivaz: Salieri incluyó en la partitura entre otros numerosos efectos musicalmente descriptivos y pasajes instrumentales extensos y sorpresas empleando por primera vez en la historia de la música tres timbales cuando lo habitual eran solo dos.

## Argumento
El tema del poema de Tassoni era la Guerra del Cubo que los habitantes de Módena declararon contra los de Bolonia, ante la negativa de estos últimos a restituirles algunas ciudades que habían estado ocupado desde la época del emperador Federico II . El autor se valió maliciosamente de una tradición popular, según la cual se creía que cierto balde de madera, guardado en el tesoro de la catedral de Módena, procedía de Bolonia, y que los modeneses se lo habían llevado a la fuerza. Cada episodio del poema, aunque comienza de manera épica, termina en un divertido absurdo.

## Historia de la Ópera
Después del estreno vienés en el año 1772, la obra se puso en escena en Mannheim (1774), Dresde (1775) y en Modena (1787). Posteriormente el libretista Angelo Anelli revisó el texto, el cual fue musicado entonces por Nicola Antonio Zingarelli en el año 1793 y por Giuseppe Francesco Bianchi en el año 1794. Una posterior y más moderna partitura para el libreto, revisado por Renato Simoni, lleva la firma de Giulio Ricordi, bajo el seudónimo de Jules Burgmein, en el año 1910.
La única representación moderna de La secchia rapita tuvo lugar el 30 de diciembre de 1990 en el Teatro Comunale de Modena bajo la dirección de Frans Brüggen, donde fue también grabada.
Aparte la obertura y un aria de la ópera (cantada por la mezzosoprano Cecilia Bartoli) están disponibles comercialmente en CD.